# Lopo de Brito
Lopo de Brito est le 2e capitaine du Ceylan portugais.
Le Royaume de Kotte n'étant pas encore disloqué, son statut de capitaine lui ordonnait de gérer les comptoirs portugais sur l'île de Ceylan, pour le commerce de la cannelle et aussi de bâtir une forteresse à Colombo.

## Biographie
Il était le fils de João de Brito Nogueira, Fidalgo de la Maison Royale et membre du Conseil du Roi Manuel Ier après le 16 avril 1514, et de son épouse Dona Brites de Lima, fille du 4e seigneur de la ville de Regalados; et neveu de Luís de Brito Nogueira, seigneur des domaines de São Lourenço à Lisbonne et de Santo Estevão à Beja.
Il arriva au Ceylan portugais vers septembre 1518, envoyé par le nouveau gouverneur de l'Inde portugaise, Diogo Lopes de Sequeira, avec la mission - ordonnée par le roi Manuel Ier - de construire une forteresse en pierre à Colombo. Il était accompagné de son frère, António de Brito, nommé Alcaide de la forteresse, et de plus de 400 soldats, maçons et charpentiers,.
La construction de la forteresse a dû être réalisée dans des conditions extrêmement difficiles, soumise à des attaques et à des sièges constants par les forces militaires du Royaume de Kotte, sous les ordres de son souverain, Vijayabahu VI. Lopo de Brito recourut à des contre-attaques pour soulager la pression des assiégeants, notamment le 15 juin 1519, lorsqu'il réussit, bien que provisoirement, à disperser les forces de Kotte.
Le 7 mai 1520, le roi de Kotte ordonna le siège total de la forteresse, avec des milliers de soldats, appuyés par l'artillerie. Le siège durera 5 mois et empêchera l'approvisionnement en eau et en nourriture des Portugais. Lopo de Brito a demandé de l'aide au gouverneur à Goa, qui à l'époque était absent lors d'une expédition dans le golfe Persique; cependant, son remplaçant, Dom Aleixo de Meneses, réussit à envoyer des secours de Cochin, le 25 août, dans une galère commandée par António de Lemos (frère de Fernão Gomes de Lemos, qui succèdera plus tard à Brito à Colombo) avec 50 soldats. Malgré la petite taille de ce contingent, qui n'a atteint Colombo que le 4 octobre, il a pu être utilisé pour une contre-attaque conjointe avec les forces de Lopo de Brito, provoquant la déroute des troupes de Kotte. À la suite de cette action, Brito réussit à négocier un accord de trêve avec le roi de Kotte, dans lequel il accepta de reprendre le tribut, pourtant interrompu, que son père avait promis de payer au roi du Portugal,.
L'accord de paix a été considéré comme une défaite à la cour de Kotte, contribuant à affaiblir la position du roi et générant un complot qui conduirait à son assassinat en 1521, dans le dénommé Vijayabā Kollaya (en) ("Le sac de Vijayabahu"). Par la suite, les trois fils du roi se partagèrent le royaume de Kotte. Les bouleversements internes qui accompagnent cette division atténuent la pression sur les Portugais à Colombo. Lopo de Brito put ainsi achever la construction de la forteresse, "un petit carré, de forme triangulaire, et d'une telle résistance qu'il suffisait aux batteries cinghalaises et à réprimer la force des éléphants".
En 1522, Lopo de Brito transféra le commandement de la place Columbo, "qu'il avait si vaillamment défendue", à Fernão Gomes de Lemos. À son retour au Portugal, il devient membre du Conseil du roi Jean III. Il fonda un domaine en 1547 dont héritèrent finalement ses descendants, les seigneurs de la honra de Barbosa.

## Mariages et descendance
Il s'est marié deux fois.
Sa première épouse était sa cousine Isabel de Brito, fille de Estevão de Brito, seigneur du domaine de Santo Estevão, à Beja; il n'y avait pas d'enfants de ce mariage.
Sa deuxième épouse était Iria de Brito, également sa cousine, fille de Manuel Freire de Andrade (de la maison des seigneurs de Bobadela) et de Germineza de Melo; avec succession, dans les seigneurs du domaine de Valbom, qui passerait plus tard - par mariage - aux seigneurs de la honra et du domaine de Barbosa. Les seigneurs de Barbosa hériteraient également du domaine fondé par le frère aîné du capitaine de Ceylan, Cristóvão de Brito, marié à D. Brites de Ataíde, sœur de D. Luís de Ataíde, vice-roi de l'Inde portugaise.